# HMS Glasgow (1861)
HMS Glasgow foi uma fragata a vapor de madeira, o quinto navio com este nome a servir na Marinha Real Britânica. Glasgow foi lançado no Estaleiro Real de Portsmouth em 28 de março de 1861. Apesar dos encouraçados terem sido introduzidos em 1858 e efetivamente deixado os navios de madeira obsoletos, o Glasgow foi construído com madeira para utilizar um pouco dos estoques extensos de madeira, que o Reino Unido possuía então. Glasgow seria um dos últimos navios da Marinha Real Britânica feito completamente de madeira.